# Fine-tuned Universe
(Leonard Susskind)
Con l'espressione "fine-tuned Universe" ("universo finemente accordato") o "fine-tuning"
("regolazione fine") s'intende l'ipotesi secondo cui le condizioni che permettono la vita nell'universo nel modello standard della cosmologia (Big Bang), possono avvenire solo quando alcune costanti fisiche fondamentali universali si trovano all'interno di uno spettro molto ristretto, in modo tale che se una di queste costanti fondamentali fosse solo leggermente diversa, l'universo stesso non avrebbe le condizioni favorevoli alla creazione e allo sviluppo della materia.

## Interpretazioni
Esempi di regolazione fine sono:
- Densità dell'energia oscura
- Intensità delle forze fondamentali: gravità, elettromagnetica, nucleare forte e nucleare debole
- Massa delle particelle: elettroni, neutroni, protoni ecc.
- Dimensioni spaziali e temporali: tre e una

Se i suddetti parametri fossero, in alcuni casi anche lievemente, differenti da quelli attuali, la vita non si sarebbe potuta sviluppare nell'universo: gli atomi non sarebbero stabili, non esisterebbero le stelle, non potrebbero formarsi molecole di carbonio, la materia non sarebbe potuta diventare biotica, ecc.

### Analisi e critiche
Secondo quanto affermato da Ludwig Boltzmann sin dal 1878 e poi confermato da Roger Penrose, l'aumento di entropia conseguente al secondo principio della termodinamica implica che i valori iniziali di entropia dell'Universo fossero estremamente bassi, e, dato che l'entropia misura lo stato di disordine molecolare di un sistema fisico, che il cosmo primordiale fosse straordinariamente ordinato.
Alcuni scienziati e filosofi utilizzano questa teoria per confermare la credenza nel principio antropico in senso metafisico; altri lo spiegano in altro modo, o addirittura ritengono la regolazione fine una distorsione cognitiva o un'illusione antropocentrica (una riproposizione di idee superate dal principio copernicano e quindi dal principio di mediocrità e dal principio cosmologico derivati dalla rivoluzione astronomica, vecchie idee secondo le quali l'uomo, la Terra, il sistema solare e la vita intelligente occuperebbero un posto speciale nell'universo, quindi la regolazione fine sarebbe una versione "modernizzata" del sistema geocentrico aristotelico), applicando alla vita intelligente il concetto che ne abbiamo noi (quindi una vita possibile solo in condizioni di universo finemente regolato), ma potrebbe esistere una vita intelligente completamente diversa, adatta ad un altro tipo di universo e più flessibile; oppure la vita intelligente può essere semplicemente una casualità accidentale e non una necessità in un universo inospitale e niente affatto adatto alla vita o regolare. Questo si intreccia con argomenti cosmologici come l'ipotesi della rarità della Terra (negando o limitando di fatto l'ipotesi della pluralità dei mondi) e metafisici come il problema del male e la teodicea. Comunque la vita non complessa si è invece dimostrata molto più adattabile a condizioni estreme, almeno come osservato sulla Terra, unico pianeta dove attualmente la si conosce. Il principio antropico fu enunciato da Brandon Carter in due forme ed entrambe sono possibili e adattabili sia alla credenza che ad una visione materialista.
(Principio antropico debole)
(Principio antropico forte)
Victor Stenger e altri critici affermano che sia il disegno intelligente che la forma debole del principio antropico in correlazione all'universo finemente regolato, la quale asserisce che le leggi della fisica devono permettere la vita poiché noi osserviamo che la vita esiste, sono delle tautologie, in quanto, a suo dire, equivalgono ad affermare che la vita sia in grado di esistere perché l'Universo è in grado di sostenerla.
L'argomentazione basata sull'estrema improbabilità di un universo che supporti la vita viene vista come un argumentum ad ignorantiam, una fallacia logica, perché assumerebbe implicitamente che nessun'altra forma di vita sia possibile oltre quella nota (sciovinismo del carbonio); in condizioni differenti la vita come la conosciamo potrebbe non esistere, ma al suo posto potrebbe esserci un tipo differente di vita. Inoltre il ruolo, le origini e le caratteristiche spaziali e temporali di alcune costanti, principalmente l'energia oscura, non sono chiare.
Alcuni critici suggeriscono come i parametri fondamentali sembrino in qualche modo interconnessi tra loro, e che i calcoli fatti da matematici e fisici indichino l'elevata probabilità dell'emergere di un universo simile al nostro.
Tra i più forti sostenitori si sono collocati studiosi sostenitori del disegno intelligente ma anche teologi, quali Robin Collins, Guillermo Gonzalez, William Lane Craig, Bruce Gordon, Frank Tipler, Antonino Zichichi, William Dembski e James Sinclair. Tra i più scettici verso il concetto di universo finemente regolato declinato in senso filosofico: Stephen Hawking (sostenitore del principio antropico forte), Max Tegmark, Carl Sagan, Lawrence Krauss, Lee Smolin (oppositore del principio antropico) e Richard Dawkins.

### Soluzioni possibili
Accettando in tutto o in parte il concetto, sono state ipotizzate delle soluzioni.

#### Multiverso
L'esistenza di universi paralleli con tempo e spazio infiniti a disposizione costituisce una possibile spiegazione della misteriosa "regolazione fine” o “perfetto accordo” cosmologico nei confronti della vita. Infatti il nostro universo presenta alcune costanti di natura perfettamente accordate per consentire l'esistenza della vita; si è supposto perciò che esistano innumerevoli universi governati da leggi fisiche diverse e che solo una minima percentuale di questi sia in grado di ospitare esseri viventi (effetto di selezione e legge dei grandi numeri).

#### Altre possibili soluzioni

Il gatto di Schrödinger. Secondo l'interpretazione a molti mondi, utilizzata da Hawking per la sua cosmologia top-down, ogni evento è un punto di diramazione; si vive in diversi rami dell'universo che sono ugualmente reali ma che non possono interagire tra loro. Solo in alcuni rami sarebbe possibile la vita.

In alternativa agli universi paralleli, altre spiegazioni avanzate della regolazione fine dell'universo dove viviamo e del principio antropico forte sono: 
- la coincidenza fortuita
- il disegno intelligente (teoria filosofico-metafisica e religiosa) e l'evoluzionismo teista
- la cosmologia top-down di Hawking-Hertog secondo cui esistono molti mondi possibili nell'universo esistente a livello quantistico - la cui storia ne seleziona solo alcuni mentre la maggioranza si estinguono - e sono calcolabili attraverso l'integrale sui cammini di Richard Feynman (ma solo uno ci è accessibile direttamente); Hawking in seguito ha aderito alla teoria M e integrato la sua ipotesi nel multiverso
- il modello ciclico, per cui si è potuto sviluppare quasi certamente un universo abitabile, per tentativi